# Tiflorex
Tiflorex (auch: Flutiorex) ist ein Anorektikum, das strukturchemisch zur Klasse der Phenethylamine zählt. Es soll kaum einen stimulierenden Effekt haben, so dass Herzfrequenz, Schlaf und Stimmung unbeeinflusst bleiben. Dabei soll es ungefähr doppelt so wirksam sein wie das Anorektikum Fenfluramin.